# SS Southern Cross (1886)
Pour les articles homonymes, voir SS Southern Cross.
 (septembre 2023).
Si vous disposez d'ouvrages ou d'articles de référence ou si vous connaissez des sites web de qualité traitant du thème abordé ici, merci de compléter l'article en donnant les références utiles à sa vérifiabilité et en les liant à la section « Notes et références ».
Le SS Southern Cross (« Croix du Sud ») est un baleinier norvégien, à l'origine appelé Pollux, qui a été reconverti en navire océanographique avant d'être réutilisé pour la chasse aux phoques.
Construit à Arendal, en Norvège, par l'armateur Colin Archer, il fut racheté par Carsten Borchgrevink pour l'expédition Southern Cross en Antarctique.
Il a ensuite été racheté par Baine Johnston qui l'envoya à la chasse aux phoques vers Terre-Neuve à partir de 1901.
Il fut perdu en mer au large de la province canadienne de Terre-Neuve-et-Labrador avec ses 173 membres d'équipage. Ce fut la plus grande perte de vie de Terre-Neuve, plus que les 78 membres d'équipage du SS Newfoundland qui a coulé lors de la même tempête. Cet épisode a inspiré une chanson populaire.